# Matt Monro
Matt Monro, noto anche come The Man with the Golden Voice, pseudonimo di Terence Edward Parsons (Shoreditch, 1º dicembre 1930 – Londra, 7 febbraio 1985), è stato un cantante inglese.

## Biografia
È divenuto popolare negli anni '60 e '70 sulla scena internazionale e ha calcato i palchi di cabaret, nightclub, sale e stadi in tutto il mondo (Europa, America, medio Oriente, Africa, Australia, Giappone, Filippine).
Nel 1964 è arrivato secondo all'Eurovision Song Contest 1964 dietro Gigliola Cinquetti.
Tra le sue canzoni più famose vi sono Portrait of My Love (1960), My Kind of Girl (1961), Walk Away (1964) e Yesterday (1965).
Canta il motivo conduttore del film A 007, dalla Russia con amore.
È morto a causa di un tumore all'età di 54 anni.

## Discografia parziale

### Album
- I Have Dreamed (1965)
- This Is the Life (1966)
- Invitation to the Movies (1967)
- Heartbreakers (1980)
- Matt Monro - The Very Best Of (1982)

### Singoli
- On Days Like These (1969)